# Rejon kamieniecki (Ukraina)
Rejon kamieniecki (ukr. Кам’янець-Подільський район, Kamjanec-podilskij rajon, rejon kamieniecko-podolski) – rejon na Ukrainie, w obwodzie chmielnickim, z siedzibą w Kamieńcu Podolskim. Jego powierzchnia wynosi 4524,5 km², zaś liczba ludności wynosi 279,8 tys. osób.
Na terenie rejonu znajduje się 15 hromad:
- 2 miejskie:
  - Kamieniec Podolski(inne języki)
  - Dunajowce(inne języki)
- 6 sełyszcznych(inne języki):
  - Zakupne(inne języki)
  - Dunajowce(inne języki)
  - Nowa Uszyca(inne języki)
  - Smotrycz(inne języki)
  - Stara Uszyca(inne języki)
  - Czemerowce(inne języki)
- 7 wiejskich:
  - Słobidka-Kulczijewećka(inne języki)
  - Orynin(inne języki)
  - Maków(inne języki)
  - Hukiw(inne języki)
  - Humenci(inne języki)
  - Żwaniec(inne języki)
  - Kitajgród(inne języki)

Rejon został utworzony 19 lipca 2020 roku decyzją Rady Najwyższej z 17 lipca 2020 roku o przeprowadzeniu reformy administracyjno-terytorialnej Ukrainy. W jego skład weszły dotychczasowe rejony:
- kamieniecki
- czemerowiecki
- dunajowiecki
- nowouszycki
- Kamieniec Podolski (dotychczas miasto wydzielone)

## Zobacz
- Rejon kamieniecki (1923–2020)